# هوغو مونيوث
هوغو مونيوث (بالإسبانية: Hugo Muñoz) هو منافس ألعاب قوى بيروفي، ولد في 10 يناير 1973.

## وصلات خارجية
- هوغو مونيوث على موقع الاتحاد الدولي لألعاب القوى (الإنجليزية)
- هوغو مونيوث على موقع اللجنة الأولمبية الدولية (الإنجليزية)
- هوغو مونيوث على موقع أوليمبيديا (الإنجليزية)